# Trésor Avar
Le trésor Avar ou le trésor de Vrap est un ensemble archéologique conservé dans la collection du Metropolitan Museum of Art de New York. Les différents éléments de vaisselle composant l'ensemble ont été trouvés à Vrap, en Albanie, et ont été attribués aux Avars. Cependant, des découvertes archéologiques similaires dans des tombes du début du XXIe siècle et datant du khanat bulgare du Danube indiquent l'origine proto-bulgare du trésor.

## Histoire et description
Les Avars étaient un peuple nomade des steppes d'Eurasie arrivé dans les Balkans au VIe siècle apr. J.-C. Étant un peuple belliqueux, les Avars ont fait la guerre et ont subjugué une grande partie de la population locale, et se sont parfois heurtés à l'Empire byzantin,. Grâce à ces conquêtes, les Avars ont pu amasser des quantités considérables de trésors, dont certains ont été enterrés en masse près des colonies avares. L'origine des trésors trouvés est contestée ; certains postulent que les Avars étaient eux-mêmes des métallurgistes qualifiés, tandis que d'autres pensent que les objets de valeur (y compris les pots en or, les tasses et les plats) trouvés dans les trésors des Avars ont été fabriqués à Byzance puis pillés ou rendus en hommage aux Avars,.
L'ensemble conservé au Metropolitan Museum of Art a été récupéré dans le village albanais de Vrap (qui a acquis une notoriété internationale en 1902 lorsqu'une cache d'or et d'argent avar a été trouvée dans le village) au début du XXe siècle et donné au musée par J. P. Morgan, Jr en 1917. L'ensemble se compose de plusieurs coupes en or, d'un seau en argent, de plusieurs coupelles et d'une cruche,.
En revanche, le trésor ainsi attribué de manière neutre à la Khaganat avar sert les intérêts des collectionneurs privés et exclut les prétentions de l'Albanie et de la Bulgarie sur lui. Le trésor a été découvert sur le territoire de l'Albanie dans la région bulgare historique de Kutmichevitsa. Ces terres étaient habitées par les proto-bulgares de Kouber, et les objets du trésor étaient dans un seul vaisseau, et parmi les objets il y a aussi ceux sous forme brute, c'est-à-dire. coulés et bruts, ce qui implique la présence d'un atelier sur les terres où ils ont été trouvés et exclut logiquement l'affiliation avare du trésor.
Pendant la Seconde Guerre mondiale, un trésor d'Ersekë identique a été trouvé à proximité par la Wehrmacht, découverte qui confirme également la version de l'origine proto-bulgare de ces trésors.